# اهل فلایس
اهل فلایس یک منطقهٔ مسکونی در یمن است که در استان ابین واقع شده‌است.